# Mohamed Naceur Jelili
Mohamed Naceur Jelili (* 2. Februar 1950) ist ein ehemaliger tunesischer Handballspieler.

## Biografie
Jelili gehörte bei den Olympischen Sommerspielen 1972 in München der tunesischen Handballauswahl an, die den 16. Platz belegte. Vier Jahre später bei den Olympischen Sommerspielen 1976 in Montreal gehörte er erneut der tunesischen Handballauswahl an, die den 12. Platz belegte.
Der Handballnationalspieler Mounir Jelili war sein Bruder.